# بخش فریدکوت
بخش فریدکوت (به انگلیسی: Faridkot district) یک بخش در هند است که در پنجاب واقع شده‌است. بخش فریدکوت ۱٬۴۵۸ کیلومتر مربع مساحت و ۶۱۷٬۵۰۸ نفر جمعیت دارد و ۱۹۶ متر بالاتر از سطح دریا واقع شده‌است.